# Sch
Sch – znak występujący w ortografii niemieckiej. Jest to odpowiednik polskiego „sz” oraz czeskiego i słowackiego „š”. W cyrylicy „sch” zapisuje się za pomocą znaku „ш”.